# Anamaria heterophylla
Anamaria heterophylla är en grobladsväxtart som först beskrevs av Ana Maria Giulietti och V.C.Souza, och fick sitt nu gällande namn av V.C.Souza. Anamaria heterophylla ingår i släktet Anamaria och familjen grobladsväxter. Inga underarter finns listade i Catalogue of Life.